# Fjällboträsket
Fjällboträsket är en sjö i Norrtälje kommun i Uppland och ingår i Skeboån-Broströmmens kustområde.